# Gare routière internationale de Riga
La gare routière de Riga (en letton : Rīgas Starptautiskā autoosta) est une gare routière située à Riga en Lettonie,.

## Situation
La gare routière internationale de Riga est la plus grande gare routière de Lettonie, située au centre de sa capitale, Riga, au 1 rue Prāgas ielā , entre le canal de la ville de Riga et la voie ferrée.
La gare routière dispose de 33 quais d'où les bus arrivent et partent vers toutes les grandes villes et lieux importants de Lettonie, ainsi que vers plusieurs villes européennes. La gare centrale de Riga et le marché central de Riga se trouvent à proximité.
Conçu par l’architecte Georg Mintz, le terminal a été construit de 1960 à 1964 et compte 33 emplacements.

## Galerie

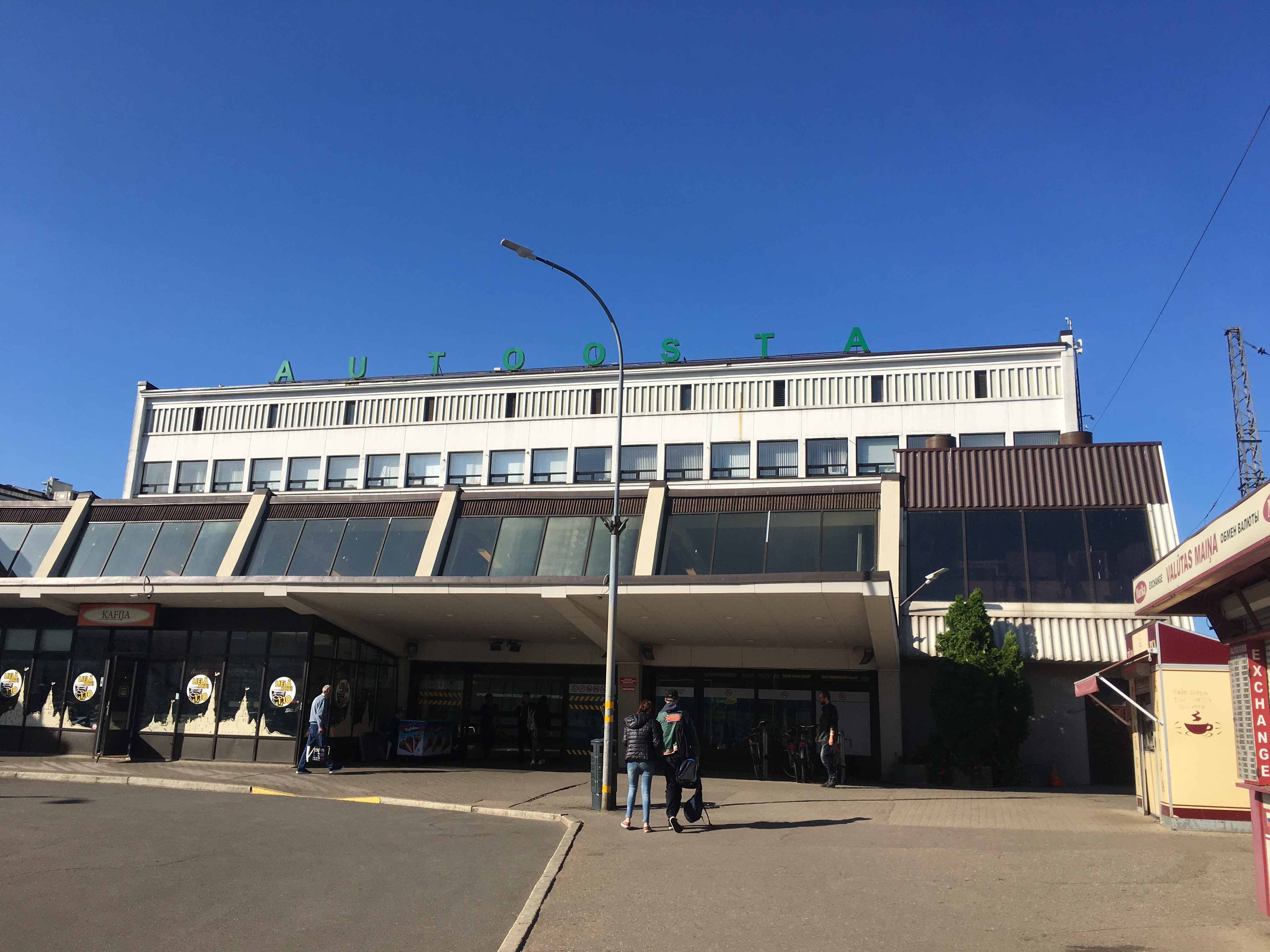
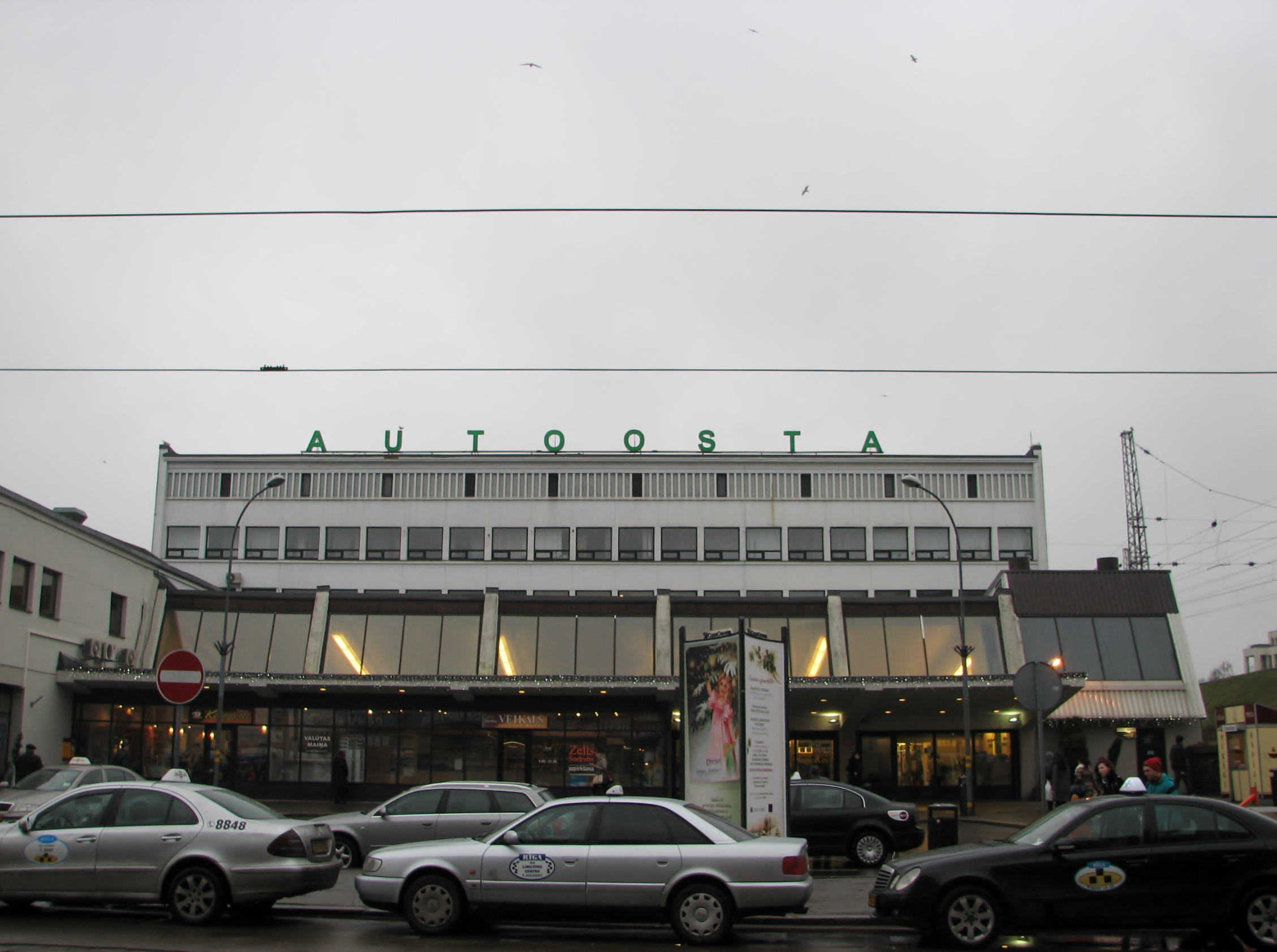
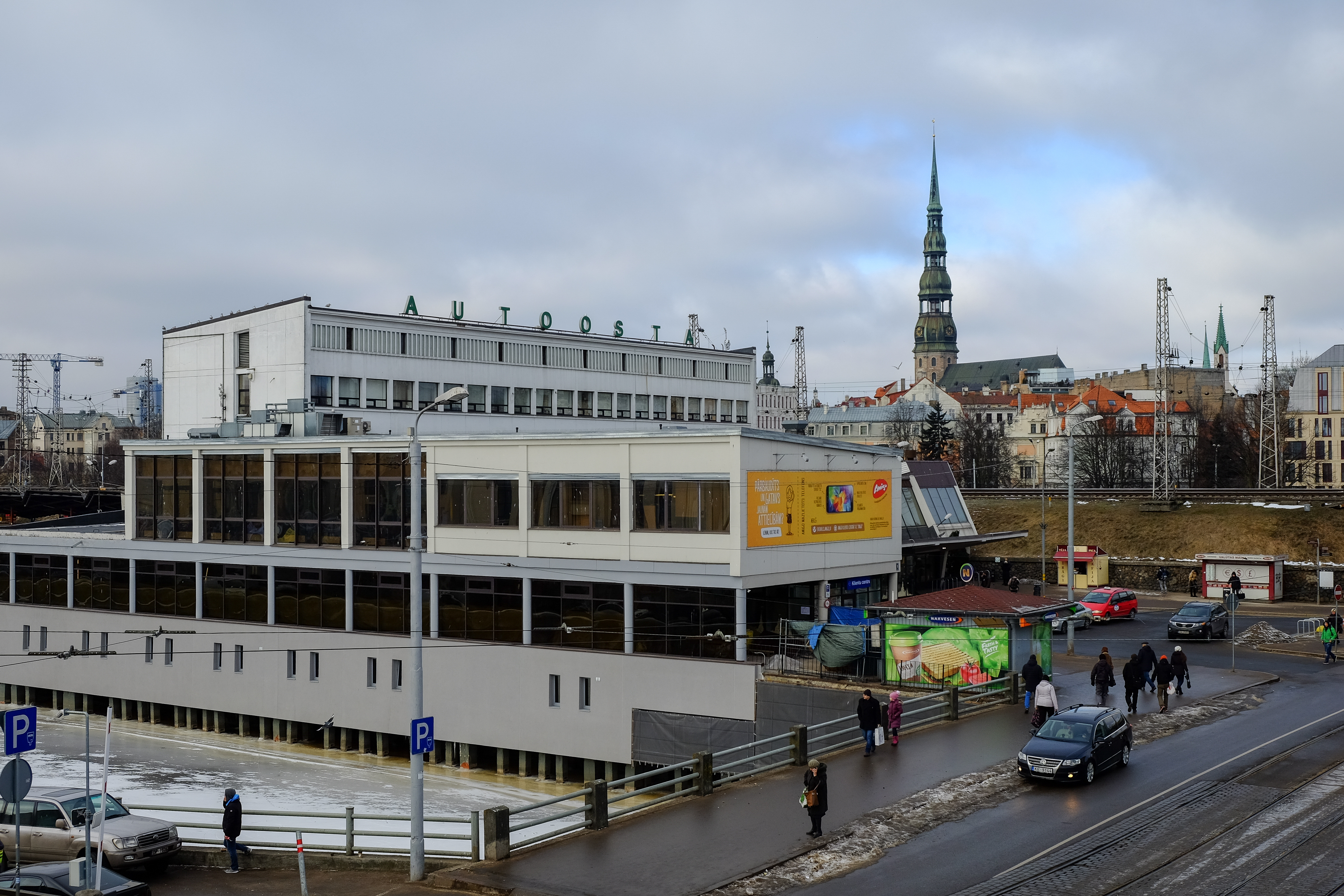
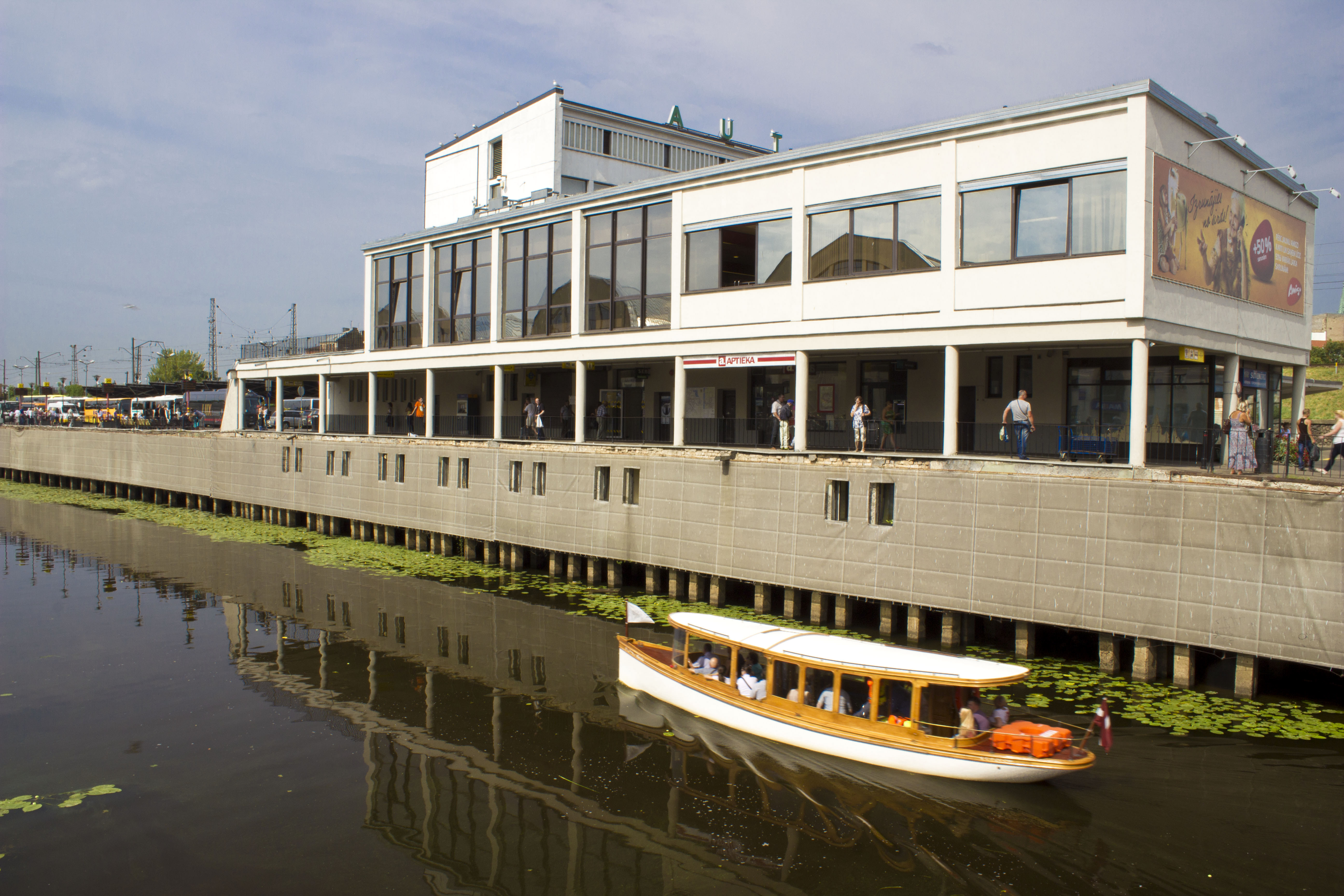
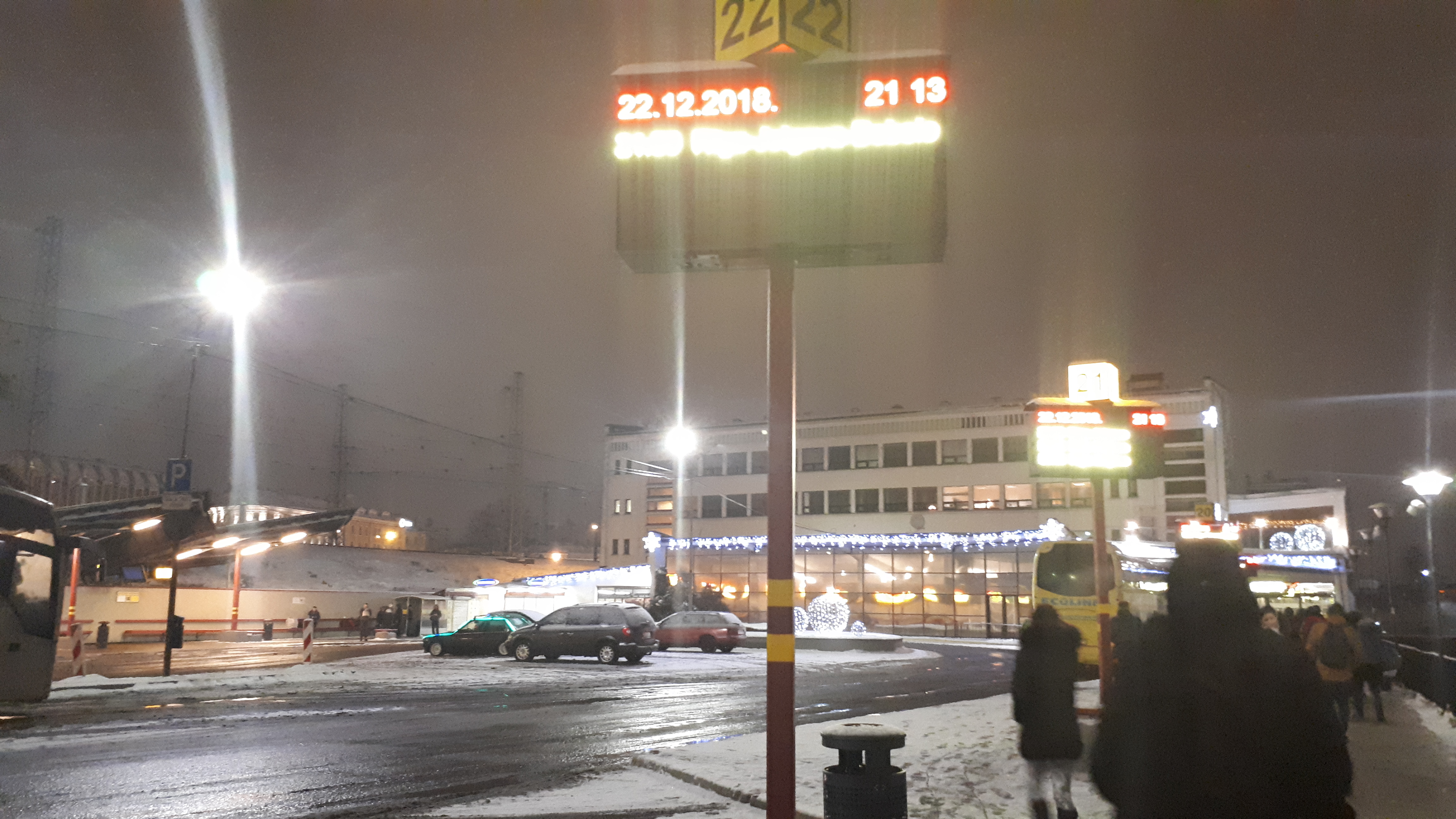
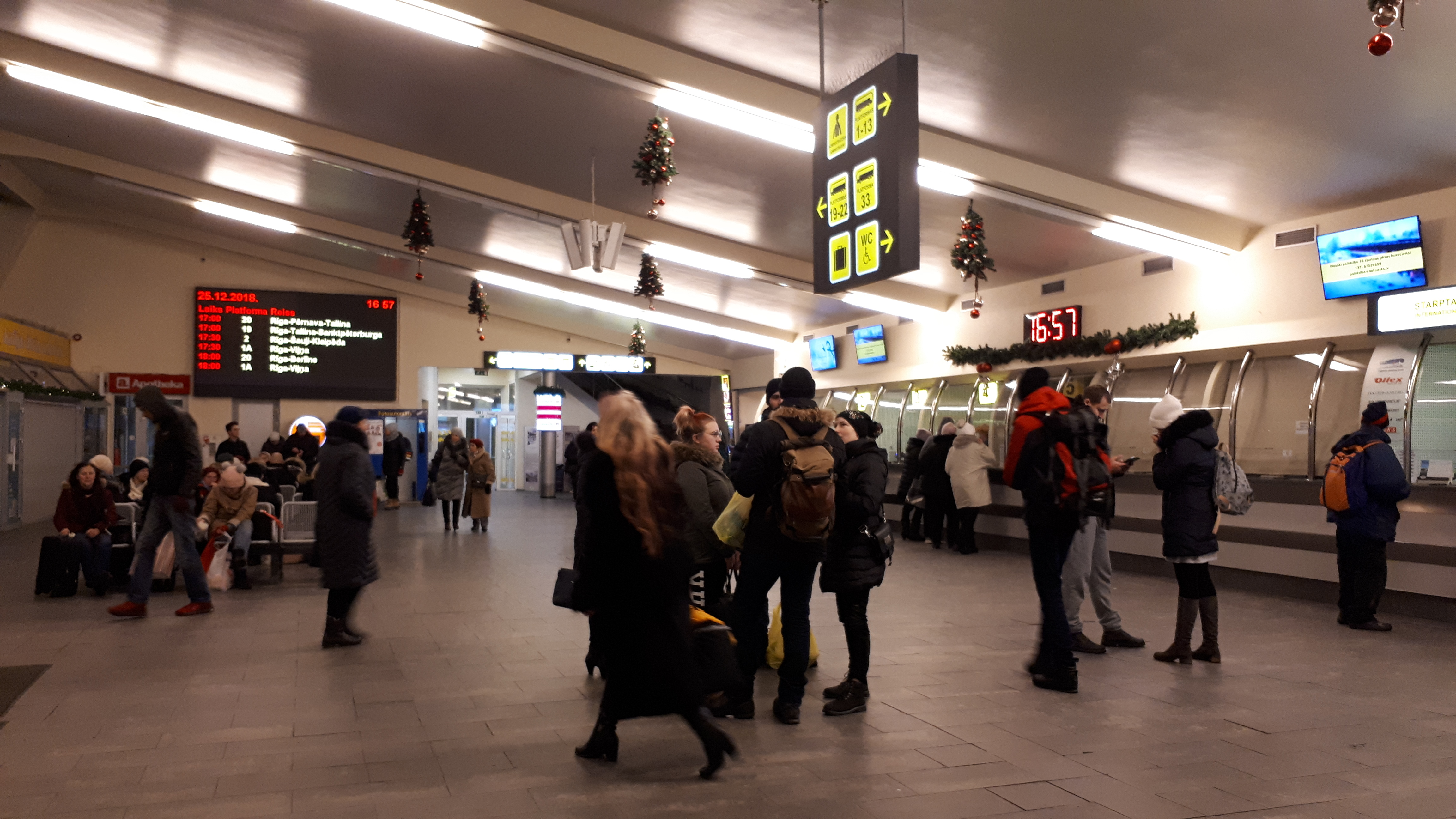
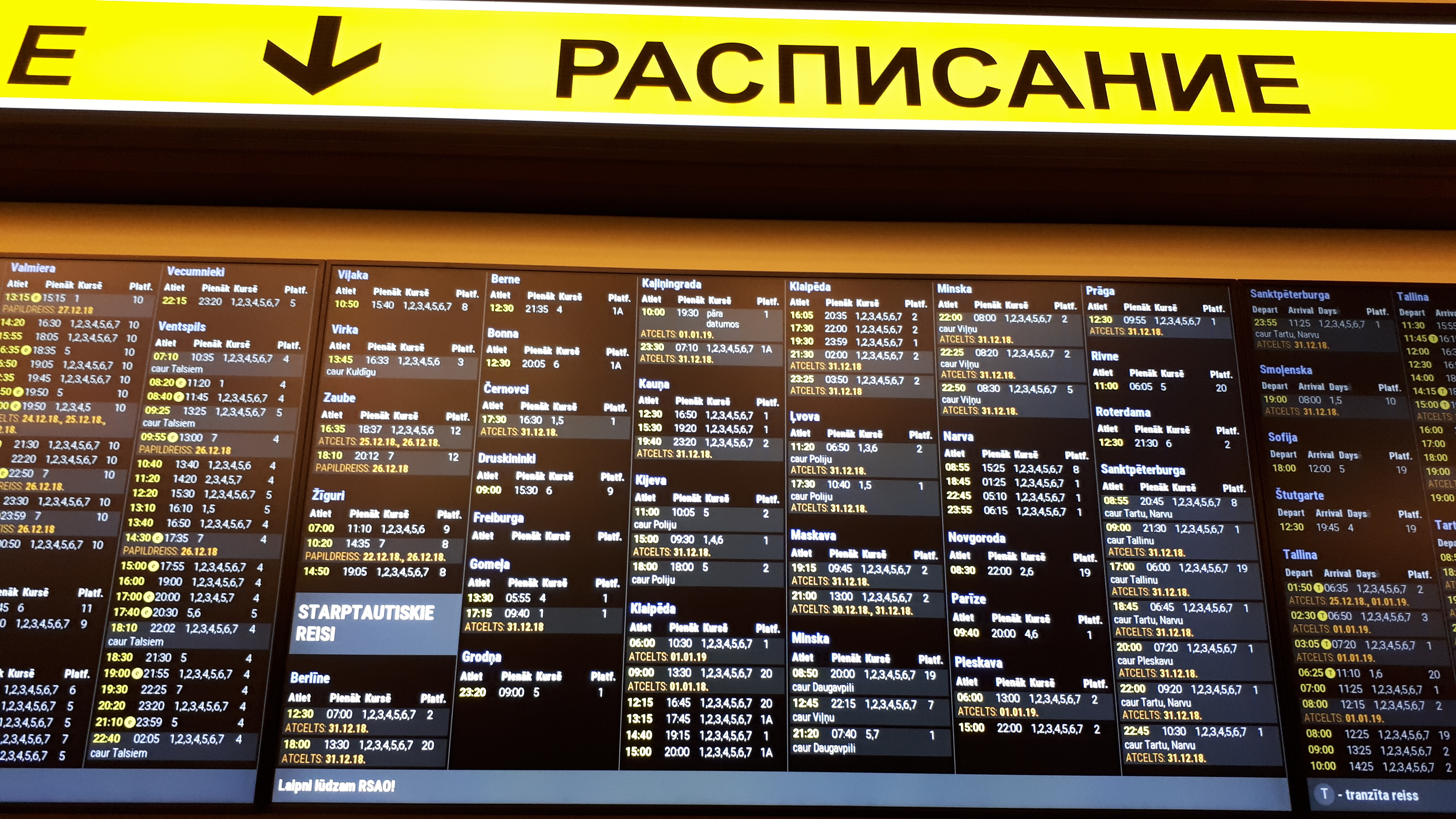
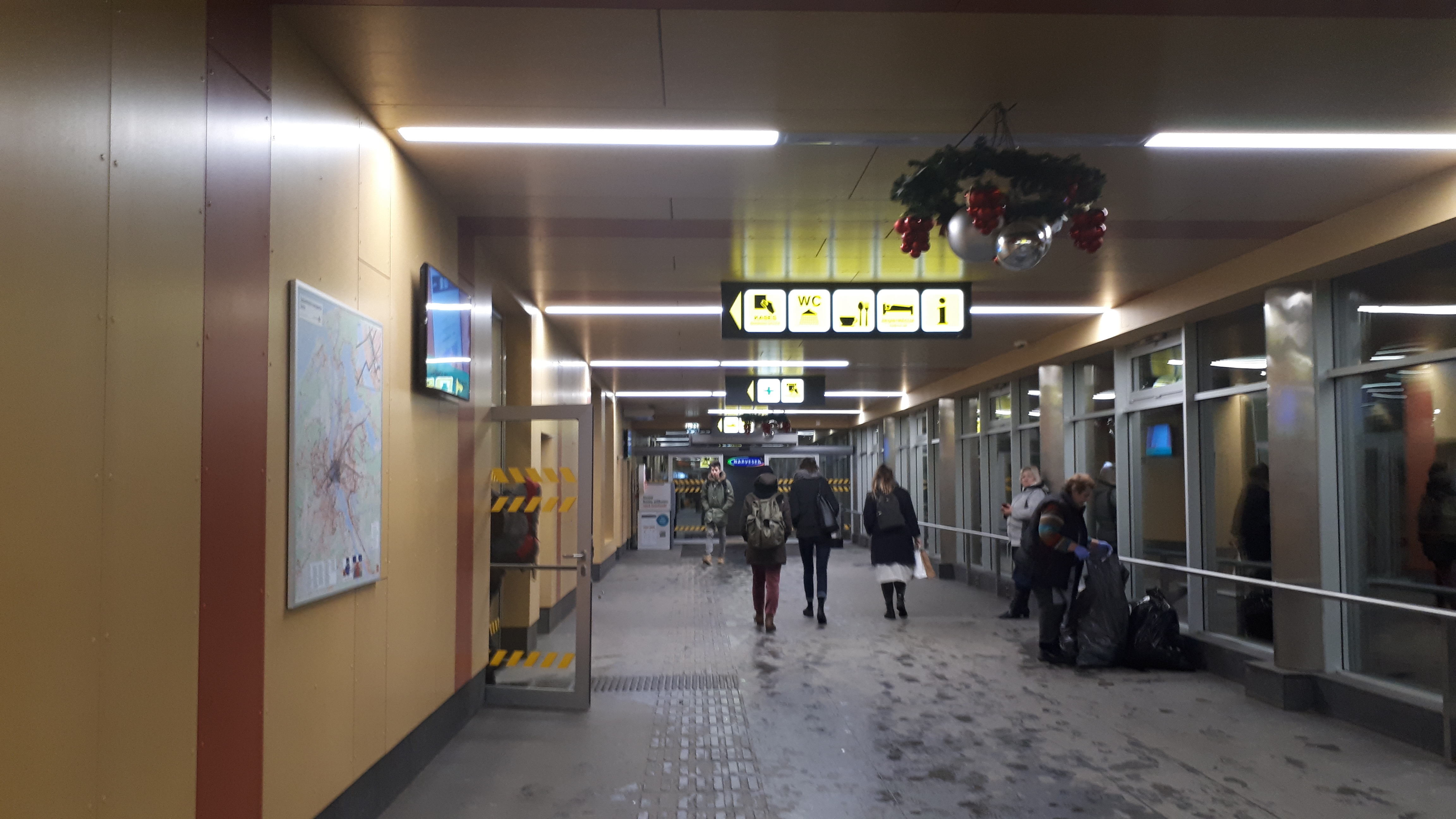

## Desserte
En 2011, les dessertes étaient:

### Destinations internationales
| Ligne                       | Parcours | Société                                             |
| --------------------------- | --- | --------------------------------------------------- |
| 8003                        | Rīga–Salacgrīva-Estonie/Lettonie–Pärnu-Tallinn (Gare routière). | Ecolines                                            |
| 8005, 8007                  | Rīga–Estonie/Lettonie–Pärnu-Port of Tallinn-Tallinn (Gare routière). | TOKS P UAB                                          |
| 8008                        | Rīga-(Alfa Trade Centre, Riga)–Pärnu-(Vana-Paaskula Trade Centre, Tallinn)-Tallinn (Gare routière). | EUROLINES Lux Express                               |
| 8199                        | Rīga-Lettonie/Russie–Pytalovo-Ostrov-Pskov-Utorgosh-Shimsk-Novgorod. | Vissa SIA                                           |
| 8205                        | Rīga–Aizkraukle-Jēkabpils-Lettonie/Russie–Moscou (Gare de Riga à Moscou). | Norma - A SIA                                       |
| 82050 lundi, vendredi       | Rīga-Lettonie/Russie–Sebezh-Pustoshka-Nevel-Usvyaty-Velizh-Smolensk. | Alma LTD SIA                                        |
| 8225 samedi                 | Rīga–Daugavpils-Biélorussie/Lettonie–Biélorussie/Ukraine–Kiev-Odesa. | Norma - A SIA                                       |
| 8229 vendredi               | Rīga–Daugavpils-Biélorussie/Lettonie–Biélorussie/Ukraine–Kiev-Poltava-Dnipro. | Norma - A SIA                                       |
| 8230 lundi, jeudi, dimanche | Rīga–Daugavpils-Biélorussie/Lettonie–Biélorussie/Ukraine–Kiev. | Norma - A SIA                                       |
| 8232 vendredi               | Rīga–Lviv-Ivano-Frankivsk–Chernivtsi. | OLIMP SIA                                           |
| 8236 jeudi                  | Rīga–Kovel-Lutsk–Dubno-Lviv-Drohobych-Truskavets. | Norma - A SIA                                       |
| 8308                        | Rīga–Jelgava-Eleja-Lettonie/Lituanie–Joniškis-Šiauliai-Klaipėda. | Klaipėda AP                                         |
| 8311                        | Rīga–Lettonie/Lituanie–Mažeikiai-Plungė-Klaipėda. | Olego transportas SIA                               |
| 8312                        | Rīga–Pasvalys–Panevėžys-Kėdainiai-Kaunas. | Kautra AS                                           |
| 8407                        | Rīga–Olaine-Jelgava-Eleja-Lettonie/Lituanie–Joniškis-Šiauliai-Kelmė-Kryžkalnis-Tauragė–Sovetsk-Bolshakovo-Gvardeysk-Kaliningrad.                                                                                 | KAVTOK SIA EUROLINES Lux Express Latvia             |
| 8505                        | Rīga–Lettonie/Lituanie–Panevėžys-Vilnius-Biélorussie/Lituanie-Oshmiany-Minsk. | Nordeka AS Minskpassaziravtotrans                   |
| 8507                        | Aéroport international de Riga-Rīga–Panevėžys-Vilnius. | EUROLINES Lux Express Latvia                        |
| 8511                        | Rīga–Lettonie/Lituanie–Panevėžys-Fabijoniškes (Vilnius)-Vilnius. | TOKS P UAB                                          |
| 8512                        | Rīga–Pļaviņas-Daugavpils-Biélorussie/Lettonie–Braslaw-Sharkovschina-Glubokoye-Dokshitsi-Begomel-Pleschenitsy-Minsk.                                                                                              | Minskpassaziravtotrans Daugavpils AP SIA Nordeka AS |
| 8513 dimanche               | Rīga–Daugavpils-Biélorussie/Lettonie–Pastavy-Narach-Maladzyechna-Baranovichi. | OLIMP SIA                                           |
| 8516 lundi, jeudi           | Rīga–Daugavpils-Polotsk-Vitebsk-Orsha-Mogilev-Gomel. | OLIMP SIA                                           |
| 8519                        | Rīga–Jēkabpils-Līvāni-Daugavpils-Krāslava-Latvian/Belarusian border–Verhnedvinsk-Novopolotsk-Polotsk-Vitebsk. | Dautrans SIA                                        |
| 8522 lundi, vendredi        | Rīga–Vilnius-Šalčininkai-Voranava-Lida-Ščučyn-Skidal-Grodno. | Intaks SIA                                          |
| 8525 samedi                 | Rīga–Vilnius-Druskininkai. | Norma - A SIA                                       |
| 8573                        | Rīga–Rēzekne-Ostrov-Pskov-Luga-St.Petersburg (Coach Terminal at the Obvodny Kanal). | Norma - A SIA                                       |
| 8804                        | Rīga–Valga-Tartu-Jõhvi-Sillamäe-Narva-Ivangorod-Kingisepp-St.Petersburg (Coach Terminal at the Obvodny Kanal).                                                                                                   | EUROLINES Lux Express Latvia                        |
|                             | Aéroport international de Riga-Rīga–Valmiera-Valga-Tartu-Jõhvi-Sillamäe-Narva-Ivangorod-Kingisepp-Gare de Saint-Pétersbourg-Baltique-St.Petersbourg (Obvodny kanal).                                             | EUROLINES Lux Express Latvia                        |
| 8807                        | Rīga–Kaunas, Varsovie. | EUROLINES Lux Express Latvia                        |
| 8660 mardi                  | Rīga–Panevėžys-Vilnius–Kaunas–Marijampolė–Suwalki–Augustow–Bialystok–Ostrow Mazowiecki–Varsovie–Hradec-Kralove–Prague.                                                                                           | Norma - A                                           |
| 8661 vendredi               | Rīga–Panevėžys-Vilnius–Kaunas–Marijampolė–Suwalki–Augustow–Bialystok–Ostrow Mazowiecki–Varsovie–Czestochowa–Katowice-Kraków-Bratislava-Vienne-Budapest-Sofia.                                                    | Norma - A                                           |
| 8697 jeudi, samedi          | Rīga–Panevėžys-Vilnius–Kaunas–Marijampolė–Suwalki–Augustow–Bialystok–Ostrow Mazowiecki–Warszawa–Anvers-Londres.                                                                                                  | Norma - A                                           |
| 8813                        | Rīga–Pärnu-Tallinn (gare routière). | HANSABUSS AS                                        |
| 8902                        | Rīga–Valga-Tartu. | Norma - A SIA                                       |
| 8903 samedi                 | Rīga–Panevėžys-Vilnius–Kaunas–Marijampolė–Suwalki–Augustow–Bialystok–Ostrow Mazowiecki–Warszawa–Berlin-Leipzig-Dresden-Chemnitz-Nurnberg-Munich-Augsburg-Ulm.                                                    | Norma - A                                           |
| 8905 lundi, jeudi, samedi   | Rīga–Panevėžys–Kaunas–Marijampolė–Berlin-Magdeburg-Braunschweig-Hannover-Bielefeld-Kassel-Giesen-Dortmund-Bochum-Essen-Duisburg-Düsseldorf-Koln-Mannheim-Frankfurt am Main-Karlsruhe-Stuttgart.                  | Kautra AS                                           |
| mardi                       | Rīga–Šiauliai–Kaunas–Marijampolė–Suwalki–Augustow–Bialystok–Ostrow Mazowiecki–Warszawa–Berlin-Hannover-Bielefeld-Kassel-Fulda-Frankfurt am Main-Mannheim-Karlsruhe-Stuttgart.                                    | Norma - A                                           |
| jeudi                       | Rīga–Panevėžys-Vilnius–Kaunas–Marijampolė–Suwalki–Augustow–Bialystok–Ostrow Mazowiecki–Warszawa–Berlin-Magdeburg-Braunschweig-Kassel-Frankfurt am Main-Mannheim-Karlsruhe-Stuttgart.                             | Norma - A                                           |
| 8906 lundi, mercredi        | Rīga–Panevėžys-Vilnius–Kaunas–Marijampolė–Suwalki–Augustow–Bialystok–Ostrow Mazowiecki–Warszawa–Berlin-Magdeburg-Braunschweig-Hannover-Bielefeld-Osnabruck-Munster-Dortmund-Essen-Duisburg-Düsseldorf-Koln-Bonn. | Norma - A                                           |
| jeudi, samedi               | Rīga–Šiauliai–Kaunas–Marijampolė–Suwalki–Augustow–Bialystok–Ostrow Mazowiecki–Warszawa–Berlin-Magdeburg-Hannover-Bielefeld-Dortmund-Essen-Duisburg-Düsseldorf-Koln-Bonn.                                         | Norma - A                                           |
| 8908 jeudi                  | Rīga–Panevėžys-Vilnius–Kaunas–Marijampolė–Suwalki–Augustow–Bialystok–Ostrow Mazowiecki–Warszawa–Berlin-Leipzig-Dresden-Chemnitz-Nurnberg-Munich-Augsburg-Ulm-St. Gallen-Winterthur-Zurich-Bern.                  | Norma - A                                           |
| 8910 vendredi               | Rīga–Panevėžys-Vilnius–Kaunas–Marijampolė–Suwalki–Augustow–Bialystok–Ostrow Mazowiecki–Warszawa–Czestochowa–Katowice-Kraków.                                                                                     | Norma - A                                           |
| 8921 jeudi                  | Rīga–Šiauliai–Kaunas–Marijampolė–Suwalki–Augustow–Bialystok–Ostrow Mazowiecki–Warszawa–Berlin-Hamburg-Bremen-Osnabruck-Munster-Apeldoorn-Arnhem-Utrecht-Amsterdam-Haag-Rotterdam.                                | Norma - A                                           |
| samedi                      | Rīga–Panevėžys-Vilnius–Kaunas–Marijampolė–Suwalki–Augustow–Bialystok–Ostrow Mazowiecki–Varsovie–Berlin-Hamburg-Bremen-Osnabruck-Munster-Apeldoorn-Arnhem-Utrecht-Amsterdam-Haag-Rotterdam.                       | Norma - A                                           |